# Pâté créole
El pâté créole (/pɑtekʀeɔl/ «pasta criolla») es una preparación culinaria parecida a un pastel, típica de la isla de La Reunión, una dependencia de ultramar francesa en el Índico. Se elaboran salados y dulces, y son típicos de la época navideña y año nuevo.
La masa está compuesta de manteca de cerdo, mantequilla, huevos, harina, azúcar, cúrcuma, sal y pimienta. El paté criollo salado se rellena de godiveau (/ɡɔdi'vo/), un tipo de salchicha de carne de pollo y de cerdo. Se suele servir como entrante. Por otro lado, cuando es dulce, se adorna con una mermelada generalmente con papaya o guayaba, o papaya confitada. El paté dulce se sirve como postre. Tradicionalmente, el paté criollo se acompaña con un vaso pequeño de anís.